# Сейшелска шама
Сейшелската шама (Copsychus sechellarum) е вид птица от семейство Muscicapidae. Видът е застрашен от изчезване.

## Разпространение
Видът е разпространен в Сейшелите.